# Brochantyt
Brochantyt – minerał z gromady siarczanów. Należy do grupy minerałów rzadkich.
Nazwa pochodzi od nazwiska francuskiego geologa i mineraloga André Brochanta de Villiers (1772-1840). 

## Właściwości
Zazwyczaj tworzy kryształy o pokroju słupkowym, igiełkowym, włoskowym. Rzadziej tabliczkowe, włókniste, ziarniste, pionowo prążkowane, drobne czy narosłe. Czasami tworzy zbliźniaczenia. Występuje w skupieniach promienistych, masywnych, ziarnistych, skorupowych, nerkowatych, igiełkowych, włóknistych, rozetowych, zbitych, ziemistych, groniastych; także jako naskorupienia. Najładniejsze kryształy w postaci szczotek krystalicznych spotykane są w kawernach i szczelinach skalnych. Jest kruchy, przezroczysty do przeświecającego. Charakteryzuje się nierównym lub rzadziej muszlowym przełamem. Posiada szklisty połysk, a na powierzchniach łupliwości – perłowy. Rozpuszcza się w rozcieńczonych kwasach. 

## Występowanie
Powstaje jako minerał wtórny w strefie utleniania złóż kruszców miedzi. Najczęściej współwystępuje z takimi minerałami jak: azuryt, malachit, kupryt, tenoryt, linaryt, cerusyt, cyanotrichit, kwarc, atacamit, langit, posnjakit, chryzokola. 

## Miejsce występowania
- Na świecie: Namibia, Algieria, Chile, USA – Nowy Meksyk, Arizona, Hiszpania, Niemcy, Rosja – Ural, Włochy, Rumunia, Grecja[1][3].

- W Polsce: został znaleziony w Rudawach Janowickich (kopalnia rud miedzi w Miedziance)[3].

## Zastosowanie
- podrzędna, lokalna ruda miedzi (70,4% CuO)[3],
- atrakcyjny i ceniony kamień kolekcjonerski[3],
- kamień ozdobny[3],
- bywa wykorzystywany w jubilerstwie[3].